# 葛谷亮
葛谷 亮（くずや りょう、10月7日 - ）は、西日本放送に所属していた男性アナウンサー。2006年度入社、2009年3月退社。京都市出身。関西大学文学部卒業。血液型A型。
2006年大晦日 ~ 元旦にかけての年越し特番も榎本麗美と担当する予定だったが盲腸炎による入院・手術のため急遽降板した。
2010年より三崎薫の芸名でショップチャンネルキャストとして出演している。

## 過去の担当番組
- えのくず☆ブギウギ（ラジオ、5分番組ながら榎本麗美とのコンビでMCを担当）
- いまこれTV（テレビ、ナレーション）
- こんにちは香川県です（ラジオ）
- JUSTNEWS（テレビ、随時）
- NNNニュースD（テレビ、ローカル部分、随時）
- とことん!土曜〜び!! （テレビ、レポーターを担当。）